# زلیم‌خان یعقوب
زلیم‌خان یوسف‌اغلو یعقوب‌اف معروف به زلیم‌خان یعقوب (به لاتین: Zəlimxan Yaqub) فعال اجتماعی، نماینده پارلمان و شاعر ملی جمهوری آذربایجان است.

## درگذشت
وی دچار بیماری کلیوی بود و سرانجام حین جراحی در سن ۶۵ سالگی درگذشت.